# Derivazione complessa
In matematica la definizione di derivata trova l'ambientazione più naturale nel campo complesso, dove l'operazione di derivazione viene detta derivazione complessa.
La derivata di una funzione di variabile complessa è definita grazie all'esistenza di una struttura di campo topologico sui numeri complessi. I risultati che si possono ottenere con la definizione di derivata nel campo {\displaystyle \mathbb {C} } sono più interessanti rispetto al caso di {\displaystyle \mathbb {R} } (dove si ha la definizione più semplice di derivazione): si vedano ad esempio la formula integrale di Cauchy e il teorema di Liouville.

## Definizione
Detto {\displaystyle U} un sottoinsieme aperto del piano complesso {\displaystyle \mathbb {C} }, una funzione complessa {\displaystyle f:U\to \mathbb {C} } è derivabile in senso complesso in un punto {\displaystyle z_{0}\in U} se esiste il limite:
{\displaystyle f'(z_{0})=\lim _{z\rightarrow z_{0}}{f(z)-f(z_{0}) \over z-z_{0}}}
Tale limite va inteso in relazione alla topologia del piano. In altre parole, per ogni successione di numeri complessi che convergono a {\displaystyle z_{0}} il rapporto incrementale deve tendere allo stesso numero, indicato con {\displaystyle f'(z_{0})}. Se {\displaystyle f} è derivabile in senso complesso in ogni punto {\displaystyle z_{0}\in U} essa è una funzione olomorfa su {\displaystyle U}.
Chiamando {\displaystyle \Delta f=f(z+\Delta z)-f(z)} l'incremento della funzione {\displaystyle f} corrispondente all'incremento della variabile indipendente {\displaystyle \Delta z} si ha:
{\displaystyle f'(z_{0})=\lim _{\Delta z\to 0}{\frac {\Delta f}{\Delta z}}={\frac {\operatorname {d} \!f}{\operatorname {d} \!z}}}
Vale il teorema secondo cui l'esistenza della derivata di una funzione in un punto implica la continuità della funzione in quel punto, ma non è vero il contrario.

## Differenziabilità
Una funzione {\displaystyle f(z)} è differenziabile in {\displaystyle z_{0}} se è derivabile e:
{\displaystyle \lim _{\Delta z\to 0}{\frac {f(z_{0}+\Delta z)-f(z_{0})-f'(z_{0})\Delta z}{\Delta z}}=0}
La relazione tra la differenziabilità di funzioni reali e funzioni complesse è data dal fatto che se una funzione complessa:
{\displaystyle f(z)\equiv f(x+iy)=u(x,y)+i\,v(x,y)}
è olomorfa allora {\displaystyle u} e {\displaystyle v} possiedono derivata parziale prima rispetto a {\displaystyle x} e {\displaystyle y} e soddisfano le equazioni di Cauchy-Riemann:
{\displaystyle {\frac {\partial u}{\partial x}}={\frac {\partial v}{\partial y}}\qquad {\frac {\partial u}{\partial y}}=-{\frac {\partial v}{\partial x}}\,}
In modo equivalente, la derivata di Wirtinger {\displaystyle \partial f/\partial {\overline {z}}} di {\displaystyle f} rispetto al complesso coniugato {\displaystyle {\overline {z}}} di {\displaystyle z} è nulla.

## Regole di derivazione
Sfruttando la definizione si dimostra che valgono tutte le regole di derivazione che caratterizzano la derivata di funzioni reali. Innanzitutto:
{\displaystyle {\frac {dc}{dz}}=0\qquad {\frac {dz}{dz}}=1\qquad {\frac {dz^{n}}{dz}}=n\cdot z^{n-1}}
Inoltre, la derivata complessa è lineare:
{\displaystyle {\frac {d\left(c\cdot f(z)\right)}{dz}}=c\cdot f'(z)\qquad {\frac {d\left(f(z)+g(z)\right)}{dz}}=f'(z)+g'(z)}
e valgono la regola del prodotto:
{\displaystyle {\frac {d\left(f(z)\cdot g(z)\right)}{dz}}=f(z)\cdot g'(z)+f'(z)\cdot g(z)}
e del rapporto:
{\displaystyle {\frac {d}{dz}}\cdot \left({\frac {f(z)}{g(z)}}\right)={\frac {f'(z)\cdot g(z)-f(z)\cdot g'(z)}{(g(z))^{2}}}}
Se inoltre {\displaystyle h(z)=g\left(f(z)\right)}, si ha la regola della catena:
{\displaystyle h'(z_{0})=g'\left(f(z_{0})\right)\cdot f'(z_{0})}

## Condizioni di Cauchy-Riemann
Le funzioni olomorfe definite su un aperto sono funzioni analitiche o regolari. Si tratta quindi di funzioni complesse definite in un insieme aperto {\displaystyle A} per le quali esiste la derivata, continua, in ogni punto di questo insieme e le derivate parziali soddisfano le equazioni di Cauchy-Riemann.

### Condizione necessaria
Supposto che esista la derivata di una funzione nel punto {\displaystyle z_{0}=x_{0}+iy_{0}} allora le derivate parziali del primo ordine di {\displaystyle f(z_{0})=u(x_{0},y_{0})+i\cdot v(x_{0},y_{0})} esistono, sono differenziabili e verificano le equazioni di Cauchy-Riemann.
Per dimostrare che esistono le derivate parziali della funzione, e che la parte reale ed immaginaria convergono rispettivamente alla parte reale ed immaginaria del limite (e che soddisfano le equazioni di Cauchy-Riemann), si sviluppa la definizione di derivata di una funzione complessa nella sua parte reale ed immaginaria nell'intorno del punto {\displaystyle z_{0}=(x_{0}+iy_{0})}, da cui otterremo le due relazioni fondamentali note come equazioni di Cauchy-Riemann:
{\displaystyle f'(z_{0})=\lim _{\Delta z\to 0}{\frac {f(z_{0}+\Delta z)-f(z_{0})}{\Delta z}}}
dove il rapporto si può scrivere:
{\displaystyle {\frac {f(z_{0}+\Delta z)-f(z_{0})}{\Delta z}}={\frac {u(x_{0}+\Delta x,y_{0}+\Delta y)-u(x_{0},y_{0})}{\Delta x+i\Delta y}}+i\cdot {\frac {v(x_{0}+\Delta x,y_{0}+\Delta y)-v(x_{0},y_{0})}{\Delta x+i\Delta y}}}
Facendo tendere a zero la parte reale ed immaginaria solo orizzontalmente come {\displaystyle (\Delta x,0)\to (0,0)}, si ottiene:
{\displaystyle \lim _{\Delta x\to 0}{\frac {u(x_{0}+\Delta x,y_{0})-u(x_{0},y_{0})}{\Delta x}}+i\cdot \lim _{\Delta x\to 0}{\frac {v(x_{0}+\Delta x,y_{0})-v(x_{0},y_{0})}{\Delta x}}=}
{\displaystyle ={\frac {\partial u(x_{0},y_{0})}{\partial x}}+i\cdot {\frac {\partial v(x_{0},y_{0})}{\partial x}}=u_{x}(x_{0},y_{0})+i\cdot v_{x}(x_{0},y_{0})}
Facendo tendere a zero la parte reale ed immaginaria solo verticalmente come {\displaystyle (0,\Delta y)\to (0,0)}, si ottiene:
{\displaystyle \lim _{\Delta y\to 0}{\frac {u(x_{0},y_{0}+\Delta y)-u(x_{0},y_{0})}{i\Delta y}}+i\cdot \lim _{\Delta y\to 0}{\frac {v(x_{0},y_{0}+\Delta y)-v(x_{0},y_{0})}{i\Delta y}}=}
{\displaystyle =-i\cdot {\frac {\partial u(x_{0},y_{0})}{\partial y}}+{\frac {\partial v(x_{0},y_{0})}{\partial y}}=-i\cdot u_{y}(x_{0},y_{0})+v_{y}(x_{0},y_{0})}
In questo modo si vede che uguagliando parti reali e parti immaginarie dalle equazioni precedenti, cosa permessaci dall'ipotesi di olomorfia sulla funzione, si ottengono le equazioni di Cauchy-Riemann:
{\displaystyle {\begin{cases}u_{x}(x_{0},y_{0})=v_{y}(x_{0},y_{0})\\u_{y}(x_{0},y_{0})=-v_{x}(x_{0},y_{0})\end{cases}}}
Resta da dimostrare che {\displaystyle u} e {\displaystyle v} sono differenziabili. Dalla definizione di differenziabilità della funzione:
{\displaystyle \lim _{\Delta z\to 0}{\frac {f(z_{0}+\Delta z)-f(z_{0})-f'(z_{0})\Delta z}{\Delta z}}=0}
Questo limite afferma che per:
{\displaystyle |\Delta z|={\sqrt {(\Delta x)^{2}+(\Delta y)^{2}}}\to 0}
la differenza a numeratore tende a zero. Sviluppando in parte reale ed immaginaria questo equivale:
{\displaystyle \lim _{\Delta z\to 0}{\frac {|\Delta u+i\Delta v|}{|\Delta z|}}=}
{\displaystyle =\lim _{(\Delta x,\Delta y)\to (0,0)}{\frac {u(x_{0}+\Delta x,y_{0}+\Delta y)-u(x_{0},y_{0})-u_{x}(x_{0},y_{0})\Delta x-u_{y}(x_{0},y_{0})\Delta y}{\sqrt {(\Delta x)^{2}+(\Delta y)^{2}}}}+}
{\displaystyle +i\cdot {\frac {v(x_{0}+\Delta x,y_{0}+\Delta y)-v(x_{0},y_{0})-v_{x}(x_{0},y_{0})\Delta x-v_{y}(x_{0},y_{0})\Delta y}{\sqrt {(\Delta x)^{2}+(\Delta y)^{2}}}}=0}
Questo limite esiste se e solo se sia la parte reale che immaginaria tendono allo stesso limite, cioè è zero se e solo se:
{\displaystyle \lim _{\Delta z\to 0}{\frac {|\Delta u|}{|\Delta z|}}=0\qquad \lim _{\Delta z\to 0}{\frac {|\Delta v|}{|\Delta z|}}=0}
dalle quali si vede che {\displaystyle u} e {\displaystyle v} sono differenziabili in {\displaystyle z_{0}}.

### Condizione sufficiente
Si consideri la funzione {\displaystyle f(z)=u(x,y)+iv(x,y)}, definita in un intorno del punto {\displaystyle z_{0}=x_{0}+iy_{0}}. Si supponga che esistano le derivate parziali: {\displaystyle u_{x}(x_{0},y_{0})}, {\displaystyle u_{y}(x_{0},y_{0})}, {\displaystyle v_{x}(x_{0},y_{0})} e {\displaystyle v_{y}(x_{0},y_{0})}, siano continue e soddisfino le equazioni di Cauchy-Riemann. Allora {\displaystyle f(z_{0})} è derivabile in questo punto.
Per mostrare che:
{\displaystyle f'(z)=\lim _{\Delta z\to 0}{\frac {f(z_{0}+\Delta z)-f(z_{0})}{\Delta z}}=\lim _{\Delta z\to 0}{\frac {\Delta \omega }{\Delta z}}=\lim _{\Delta z\to 0}{\frac {\Delta u+i\cdot \Delta v}{\Delta z}}}
si può sviluppare questo limite nella parte reale e immaginaria e sfruttare la continuità delle derivate parziali:
{\displaystyle {\begin{cases}\Delta u=u(x_{0}+\Delta x,y_{0}+\Delta y)-u(x_{0},y_{0})\\\Delta v=v(x_{0}+\Delta x,y_{0}+\Delta y)-v(x_{0},y_{0})\end{cases}}}
da cui:
{\displaystyle {\begin{cases}\Delta u=u_{x}(x_{0},y_{0})\Delta x+u_{y}(x_{0},y_{0})\Delta y+\varepsilon _{1}{\sqrt {(\Delta x)^{2}+(\Delta y)^{2}}}\\\Delta v=v_{x}(x_{0},y_{0})\Delta x+v_{y}(x_{0},y_{0})\Delta y+\varepsilon _{2}{\sqrt {(\Delta x)^{2}+(\Delta y)^{2}}}\end{cases}}}
dove {\displaystyle \varepsilon _{1}\to 0} e {\displaystyle \varepsilon _{2}\to 0} per {\displaystyle (\Delta x,\Delta y)\to (0,0)}.
Poiché per ipotesi valgono le equazioni di Cauchy-Riemann, si può scrivere il rapporto incrementale come:
{\displaystyle {\frac {f(z+\Delta z)-f(z)}{\Delta z}}={\frac {\Delta \omega }{\Delta z}}={\frac {\Delta u+i\cdot \Delta v}{\Delta z}}=u_{x}(x_{0},y_{0})+iv_{x}(x_{0},y_{0})+(\varepsilon _{1}+\varepsilon _{2}){\frac {\sqrt {(\Delta x)^{2}+(\Delta y)^{2}}}{\Delta z}}}
Ma:
{\displaystyle {\sqrt {(\Delta x)^{2}+(\Delta y)^{2}}}=|\Delta z|}
quindi l'ultima frazione al secondo membro è 1; mentre {\displaystyle (\varepsilon _{1}+\varepsilon _{2})\to 0} per {\displaystyle (\Delta x,\Delta y)\to (0,0)}. Per cui il limite del rapporto scritto sopra è la derivata.
Le forme con cui si può scrivere la derivata sono le seguenti:
{\displaystyle f'(z)={\begin{cases}u_{x}(x,y)+iv_{x}(x,y)\\v_{y}(x,y)-iu_{y}(x,y)\\u_{x}(x,y)-iu_{y}(x,y)\\v_{y}(x,y)+iv_{x}(x,y)\end{cases}}}

## Esempi

### Esempio 1
La {\displaystyle f(z)={\overline {z}}} (coniugio) non è {\displaystyle \mathbb {C} }-derivabile: dovrebbe esistere il
{\displaystyle \lim _{u\rightarrow 0}{\frac {f(z_{0}+u)-f(z_{0})}{u}}=\lim _{u\rightarrow 0}{\frac {{\overline {z_{0}+u}}-{\overline {z_{0}}}}{u}}=\lim _{u\rightarrow 0}{\frac {{\overline {z_{0}}}+{\overline {u}}-{\overline {z_{0}}}}{u}}=\lim _{u\rightarrow 0}{\frac {\overline {u}}{u}}=\lim _{h+ik\rightarrow 0}{\frac {h-ik}{h+ik}}}
Se questo limite esistesse, lungo l'asse {\displaystyle x} dovrebbe essere:
{\displaystyle \lim _{{h+ik\rightarrow 0} \atop {k=0}}{\frac {h-ik}{h+ik}}=\lim _{h\rightarrow 0}{\frac {h}{h}}=1}
mentre lungo l'asse {\displaystyle y}:
{\displaystyle \lim _{{h+ik\rightarrow 0} \atop {h=0}}{\frac {h-ik}{h+ik}}=\lim _{k\rightarrow 0}{\frac {-ik}{ik}}=-1}
dunque la {\displaystyle f(z)={\overline {z}}} non è derivabile.

### Esempio 2
La {\displaystyle f(z)=z^{2}} è invece derivabile. Si ha:
{\displaystyle \lim _{u\rightarrow 0}{\frac {f(z_{0}+u)-f(z_{0})}{u}}=\lim _{u\rightarrow 0}{\frac {(z_{0}+u)^{2}-{z_{0}}^{2}}{u}}=\lim _{h+ik\rightarrow 0}{\frac {((x_{0}+h)+i(y_{0}+k))^{2}-(x_{0}+iy_{0})^{2}}{h+ik}}=}
{\displaystyle =\lim _{h+ik\rightarrow 0}{\frac {((x_{0}+iy_{0})+(h+ik))^{2}-(x_{0}+iy_{0})^{2}}{h+ik}}=}
{\displaystyle =\lim _{h+ik\rightarrow 0}{\frac {(x_{0}+iy_{0})^{2}+(h+ik)^{2}+2(x_{0}+iy_{0})(h+ik)-(x_{0}+iy_{0})^{2}}{h+ik}}=}
{\displaystyle =\lim _{h+ik\rightarrow 0}{\frac {(h+ik)^{2}+2(x_{0}+iy_{0})(h+ik)}{h+ik}}=}
{\displaystyle =\lim _{h+ik\rightarrow 0}(h+ik)+2(x_{0}+iy_{0})=2(x_{0}+iy_{0})=2z_{0}=f'_{z}(z_{0})}
e questo limite è lo stesso lungo ogni restrizione.